# Hám Kálmán
Hám Kálmán (Dorog, 1923. szeptember 17. – Szuhakálló, 1952. december 22.) magyar bányász, bányamentő, vájár.

## Élete
A dorogi bányavállalat alkalmazásában állt. 1952-ben, a magyar bányászat egyik legsúlyosabb balesete, a szuhakállói vízbetörés alkalmával mentés közben vesztette életét. Dorogon temették el.

## Emlékezete
Dorogon lakótelepet neveztek el róla az északi Béke városrészben. Halála körülményeiről szól Fábri Zoltán Életjel című filmje (Sinkovits Imre alakítása).

## Kitüntetései
- A Munka Érdemrend arany fokozata (1951, 1953 posztumusz)